# Lillremmarn
Lillremmarn är en sjö i Örnsköldsviks kommun i Ångermanland och ingår i Gideälvens huvudavrinningsområde. Sjön har en area på 0,0812 kvadratkilometer och ligger 233 meter över havet. Sjön avvattnas av vattendraget Remmarån (Häggsjöbäcken).

## Delavrinningsområde
Lillremmarn ingår i det delavrinningsområde (708449-162299) som SMHI kallar för Ovan 708516-162429. Medelhöjden är 271 meter över havet och ytan är 3,66 kvadratkilometer. Räknas de 22 avrinningsområdena uppströms in blir den ackumulerade arean 137,86 kvadratkilometer. Remmarån (Häggsjöbäcken) som avvattnar avrinningsområdet har biflödesordning 3, vilket innebär att vattnet flödar genom totalt 3 vattendrag innan det når havet efter 93 kilometer. Avrinningsområdet består mestadels av skog (86 procent). Avrinningsområdet har 0,08 kvadratkilometer vattenytor vilket ger det en sjöprocent på 2,3 procent.